# Портсмут (футбольный клуб)
«По́ртсмут» (полное название — Футбольный клуб «Портсмут»; англ. Portsmouth Football Club, английское произношение: [ˈpɔːrtsməθ 'futbɔ:l klʌb]) — английский профессиональный футбольный клуб из одноимённого города в графстве Гэмпшир, Юго-Восточная Англия. Основан 5 апреля 1898 года. Домашние матчи с 1899 года проводит на стадионе «Фраттон Парк», вмещающем около 20 тысяч зрителей.
Выступает в Чемпионшипе, втором по значимости дивизионе в системе футбольных лиг Англии.
«Портсмут» дважды становился чемпионом Англии (в сезонах 1948/49 и 1949/50) и дважды выигрывал Кубок Англии (в 1939 и 2008 году). Принципиальным соперником «Портсмута» является клуб «Саутгемптон». «Портсмут» является самым успешным в истории южным клубом Англии за пределами Лондона.
С 2003 по 2010 год клуб выступал в Премьер-лиге. В сезоне 2009/10 клуб занял последнее место в Премьер-лиге и выбыл в Чемпионшип. По ходу сезона был признан банкротом, став первым клубом-банкротом в истории Премьер-лиги; в связи с финансовой несостоятельностью и введением внешнего управления с клуба было снято 9 очков. По состоянию на начало мая 2010 года, долги клуба составляли 135 млн фунтов стерлингов.
10 апреля 2013 года «Портсмут» официально перешёл в руки объединения болельщиков Portsmouth Supporters Trust. Сумма сделки составила 3 миллиона фунтов стерлингов. 3 августа 2017 года клуб перешёл в собственность компании The Tornante Company.

## История

### 1898—1939: Основание «Портсмута»
Английский футбольный клуб «Портсмут» был основан 5 апреля 1898 года руководителями пивоваренного завода «Бриквудс» Джоном Бриквудом, ставшим президентом, и бывшим игроком «Эвертона» Фрэнком Бреттеллом, получившим должность тренера. В августе 1899 года был открыт стадион «Фраттон Парк», где клуб играет и по сей день. В 1899 году «Портсмут» начал выступать в Южной лиге. В своём первом матче 2 сентября 1899 года клуб одержал победу с минимальным счётом над «Чатем Таун». А 3 дня спустя клуб провёл свою первую домашнюю игру на «Фраттон Парк»: это был товарищеский матч против «Саутгемптона». Свой первый сезон клуб закончил с 20 победами в 28 матчах, благодаря чему одержал победу в лиге. Во время Первой мировой войны чемпионат не проводился, но после неё клуб снова стал чемпионом в Южной лиге.
Добившись там определённых успехов, в сезоне 1920/21 клуб был допущен в третий английский дивизион, а уже в сезоне 1927/28 сумел добраться и до высшей лиги. Дважды проиграв в финалах Кубка Англии, в 1939 году «Портсмут» сумел завоевать свой первый значительный трофей.

### 1948/49 и 1949/50: Чемпионы Англии
После перерыва, связанного с войной, «Портсмут» дважды победил в чемпионате Англии в сезонах 1948/49 и 1949/50. В послевоенное время у команды было большое преимущество, так как многим футболистам пришлось переехать в Портсмут, чтобы служить в доках. Поэтому они решили играть за ближайшую профессиональную команду, и их выбор пал на «помпи». В тот период был поставлен не побитый до сих пор клубный рекорд посещаемости — 52 385 человек.

### 1954—1970
«Портсмут» занял третье место в сезоне 1954/55, и 22 февраля 1956 года клуб сыграл первый матч в лиге при искусственном освещении в матче против «Ньюкасл Юнайтед». Последующие сезоны дались «Портсмуту» с трудом, и в итоге в 1959 году он вылетел во Второй дивизион. «Портсмут» вылетел в Третий дивизион в 1961 году (став первым бывшим чемпионом Англии, сделавшим это), но под руководством Джорджа Смита поднялся обратно на следующий же год. Несмотря на ограниченные финансовые средства, Смиту удалось удержать команду во Втором дивизионе на протяжении всех 1960-х годов, и в апреле 1970 года он стал генеральным директором «Портсмута».

### 1972—1988: от Дикона до Грегори
Вливание наличных, которые сопровождали приход Джона Дикона в качестве председателя, не помогли улучшить позиции «Портсмута». Дикон оказался не в состоянии поддерживать клуб, и в 1976 году «Портсмут» опустился в Третий дивизион. В ноябре 1976 года клубу было необходимо заплатить £ 25 000, чтобы погасить долги и избежать банкротства. Чтобы облегчить финансовое положение клуба, основные игроки были проданы, но никаких денег на усиление команды выделено не было. «Портсмут» был вынужден полагаться на неопытного менеджера Иэна Сент-Джона и на молодых игроков. Таким образом, в 1978 году они вылетели в Четвёртый дивизион.
«Портсмут» поднялся обратно в Третий дивизион в 1980 году, а в сезоне 1982/83 он оформил путёвку во Второй дивизион. Под руководством Алана Болла в сезоне 1986/87 «Портсмут» вышел в элиту. К середине сезона 1987/88 клуб снова столкнулся с серьёзной финансовой проблемой, и в итоге «Портсмут» снова выбыл во Второй дивизион. Летом 1988 года Дикон продаёт клуб лондонскому бизнесмену и бывшему владельцу «Куинз Парк Рейнджерс» Джиму Грегори.

### 1991—2001: Смит, Венейблс и Мандарич
Сочетание хороших молодых игроков и назначение Джима Смита в сезоне 1991/92 принесли свои плоды. «Портсмут» начал показывать хорошую игру и достиг полуфинала Кубка Англии. Там в переигровке команда проиграла будущему обладателю трофея, «Ливерпулю». В том году «Портсмут» не сумел попасть в Премьер-лигу напрямую из-за того, что забил на один гол меньше, чем «Вест Хэм Юнайтед», и в итоге уступил в плей-офф клубу «Суиндон Таун».
Летом 1996 года Терри Венейблс прибыл в «Портсмут» в качестве консультанта, а затем вступил в должность председателя после покупки клуба за £ 1. Столетний сезон «Портсмута» (1998/99) ознаменовал очередной серьёзный финансовый кризис клуба, и в декабре 1998 года «Портсмут» попал под внешнее управление. Милан Мандарич спас клуб, купив его в мае 1999 года. Однако, в сезоне 2000/01, клуб еле выжил, когда в последнем туре обыграл «Хаддерсфилд Таун».

### 2002—2008: Гарри Реднапп
Гарри Реднапп занял пост главного тренера в начале 2002 года, а Джим Смит вернулся в клуб в качестве помощника. Чуть более года спустя «Портсмут» праздновал победу в Чемпионшипе и поднялся в Премьер-лигу, выиграв титул с одной игрой в запасе.
Клуб занимал 13-е, 16-е и 17-е места в свои первые три сезона в Премьер-лиге. Реднапп ушёл в отставку в середине второго сезона после конфликта с Мандаричем и перешёл в стан главных оппонентов из «Саутгемптона». На его замену был приглашён француз Ален Перрен, но под его руководством команда скатилась вниз таблицы. После увольнения француза в «Портсмут» вернулся Реднапп. В январе 2006 года «Портсмут» был куплен бизнесменом Александром Гайдамаком, новое финансирование позволило усилить почти все позиции. Среди покупок были четыре игрока из «Тоттенхэма», Бенджани Мварувари и арендованный из немецкого «Вольфсбурга» аргентинец Андрес Д’Алессандро. В итоге команда закончила в двух шагах от квалификации в Кубок УЕФА.

#### 2008: второй Кубок Англии
Сезон 2007/2008 начался для «Портсмута» с победы в Барклайс Азия Трофи 2007, победив по пенальти «Ливерпуль». Это был не единственный успех клуба в этом сезоне, они добрались до финала Кубка Англии впервые с 1939 года. В четвертьфинале на «Олд Траффорд» они прошли «Манчестер Юнайтед» и в день своего 110-летия, обыграв «Вест Бромвич Альбион», вышли в финал. Единственный гол Кану в ворота «Кардифф Сити» принёс «помпи» победу в турнире. Выиграв турнир, «Портсмут» впервые в истории заработал место в Кубке УЕФА 2008/09.
25 октября 2008 года Реднапп снова покинул «Портсмут», оставив своего помощника Тони Адамса управлять командой.

### 2009—2010: администрация и понижение в классе
Адамс был уволен в феврале 2009 года. Тренер молодёжной команды Пол Харт занял его место до конца сезона. Сезон 2008/09 «Портсмут» закончил на 14-м месте. 26 мая бизнесмен из ОАЭ Сулейман Аль-Фахим приобрёл «Портсмут».
Из-за финансовых проблем «Портсмут» был вынужден продать несколько своих лучших игроков, в том числе Питера Крауча, Сильвена Дистена, Глена Джонсона и Нико Краньчара.
19 августа «Портсмут» объявил на своём сайте, что консорциум во главе с генеральным директором CEO Питром Сторри сделал предложение о покупке. 1 октября клуб признал, что некоторые из их игроков и персонала не получали зарплату. 3 октября СМИ начали сообщать, что покупка клуба подходит к концу. В итоге оказалось, что за Питером Сторри стоял Али Аль-Фарадж.
После семи поражений на старте Харт был уволен. В восьмом матче на поле «Вулверхэмптона» «Портсмут» наконец выиграл. Победный гол забил арендованный Хассан Йебда. Из-за финансовых проблем руководство Премьер-лиги назначило трансферное эмбарго.
Авраам Грант взял на себя функции менеджера 26 ноября 2009 года, заменив Пола Харта, который был уволен за два дня до этого.
В декабре 2009 года было объявлено, что клуб не выплатил игрокам зарплату за второй месяц подряд. Несмотря на финансовые трудности, работа Гранта в качестве менеджера поначалу была успешной. «Портсмут» одержал две победы — над «Бернли» и «Ливерпулем». HM Revenue и Customs (HMRC) подали петицию о ликвидации «Портсмута» в Высший суд в Лондоне 23 декабря 2009 года. В марте 2010 года, эта ходатайство было прекращено, и на «Портсмут» была наложена администрация, а также лишение 9-и очков в чемпионате.
9 апреля было объявлено, что Дэвид Лампитт будет представлен в качестве нового генерального директора «Портсмута». На следующий день «Портсмут» опустился в чемпионшип, после победы «Вест Хэм Юнайтед» над «Сандерлэндом». Несмотря на это, «Портсмут» вышел в финал Кубка Англии пройдя «Тоттенхэм». 15 мая в финале на Уэмбли «Помпи» уступили «Челси», единственный гол забил Дидье Дрогба. Несмотря на то, что «Портсмут» был финалистом Кубка Англии, клубу было отказано в лицензии на выступление в Европе, и поэтому европейские место досталось «Ливерпулю». В мае Грант ушёл с поста менеджера «Портсмута» и присоединился к «Вест Хэм Юнайтед». 17 августа Балрам Чаинрай завершил приобретение клуба.
Во время сезона 2009/10 Балраму Чаинраю стало очевидно, что долг в 135 млн слишком велик для него. Чтобы защитить клуб от ликвидации, 26 февраля 2010 года Чаинрай поместил клуб под внешнее управление.
15 мая 2010 года «Портсмут» проиграл со счётом 0:1 победителю 2010 года в Премьер-лиге «Челси» в финале Кубка Англии на «Уэмбли».
17 июня 2010 года кредиторы клуба с Южного Побережья проголосовали в пользу принятия соглашения о добровольном урегулировании долгов компании, официально позволив клубу выйти из внешнего управления.
22 октября «Портсмут» выступил с заявлением: «…вполне возможно, что клуб будет закрыт и ликвидирован», но основной акционер Александр Гайдамак объявил, что он достиг соглашения, которое могло спасти команду. Через несколько часов было объявлено, что «Портсмут» выходит из под администрации. Балрам Чаинрай восстановил контроль над клубом.

### С 2010 года
В 2011 году акции клуба приобрёл российский предприниматель Владимир Антонов. По окончании сезона 2011/2012 клуб опустился в третий по силе дивизион Англии, а незадолго после этого в который раз перешёл под управление администрации. На этот раз администратор Тревор Берч поставил ультиматум клубу: до 10 августа включительно продать всех профессиональных футболистов, в случае невыполнения — ликвидация. В итоге все игроки, подлежащие продаже, ушли из стана «помпи», тем самым обезопасив клуб от закрытия. Но некоторые игроки, например Таль Бен-Хаим, сопротивлялись чуть ли не до последнего; некоторые, как Грэг Халфорд, стали добровольцами, уйдя самыми первыми из клуба после ультиматума; а некоторые, такие как Дейв Китсон и Нванкво Кану, подались в свободные агенты, хотя Кану требовал у клуба 3 миллиона долларов компенсации. Вскоре клуб был продан официальному объединению болельщиков «Портсмута». Свой путь наверх «помпи» начал из Лиги 2, в которую вылетел по итогам сезона 2012/2013.
Финишировав первым в сезоне 2016/2017, клуб завоевал право на повышение в Лигу 1.

## Достижения
- Первый дивизион / Премьер-лига
  - Чемпион (2): 1948/49, 1949/50
- Кубок Англии
  - Обладатель (2): 1938/39, 2007/08
  - Финалист (3): 1928/29, 1933/34, 2009/10
- Суперкубок Англии
  - Обладатель: 1949
- Второй дивизион
  - Победитель: 2002/03
  - Финалист (2): 1926/27, 1986/87
- Первая лига
  - Победитель: 2023/24
- Вторая лига
  - Победитель:  2016/17
- Третий дивизион
  - Победитель (2): 1961/62, 1982/83
- Третий южный дивизион
  - Победитель: 1923/24
- Южная футбольная лига
  - Победитель (2): 1901/02, 1919/20
- Трофей Английской футбольной лиги
  - Обладатель: 2019

## Состав
| №              | Игрок             | Страна            | Дата рождения              | Бывший клуб              |         |         |
| Вратари        | Вратари           | Вратари           | Вратари                    | Вратари                  | Вратари | Вратари |
| -------------- | ----------------- | ----------------- | -------------------------- | ------------------------ | ------- | ------- |
| 1              | Уилл Норрис       | Англия            | 12 августа 1993 (31 год)   | Бернли                   |         |         |
| 13             | Николас Шмид      | Австрия           | 22 февраля 1997 (28 лет)   | Блау-Вайсс               |         |         |
| 31             | Джордан Арчер     | Шотландия         | 12 апреля 1993 (32 года)   | Куинз Парк Рейнджерс     |         |         |
| Защитники      |                   |                   |                            |                          |         |         |
| 2              | Джордан Уильямс   | Англия            | 22 октября 1999 (25 лет)   | Барнсли                  |         |         |
| 3              | Коннор Огилви     | Англия            | 14 февраля 1996 (29 лет)   | Джиллингем               |         |         |
| 4              | Райли Таулер      | Англия            | 6 мая 2002 (23 года)       | Бристоль Сити            |         |         |
| 5              | Реган Пул         | Уэльс             | 18 июня 1998 (27 лет)      | Линкольн Сити            |         |         |
| 6              | Конор Шонесси     | Ирландия          | 30 июня 1996 (29 лет)      | Бертон Альбион           |         |         |
| 16             | Том Макинтайр     | Шотландия         | 6 ноября 1998 (26 лет)     | Рединг                   |         |         |
| 22             | Зак Суонсон       | Англия            | 28 сентября 2000 (24 года) | Арсенал                  |         |         |
| 34             | Ибане Боуат       | Шотландия         | 15 сентября 2002 (22 года) | Фулхэм                   |         |         |
| Полузащитники  |                   |                   |                            |                          |         |         |
| 7              | Марлон Пэк        | Англия            | 25 марта 1991 (34 года)    | Кардифф Сити             |         |         |
| 14             | Бен Стивенсон     | Англия            | 23 марта 1997 (28 лет)     | Форест Грин Роверс       |         |         |
| 16             | Джо Моррелл       | Уэльс             | 3 января 1997 (28 лет)     | Лутон Таун               |         |         |
| 24             | Терри Девлин      | Северная Ирландия | 6 ноября 2003 (21 год)     | Гленторан                |         |         |
| 26             | Том Лоуэри        | Уэльс             | 31 декабря 1997 (27 лет)   | Кру Александра           |         |         |
| 30             | Гарри Джуитт-Уайт | Уэльс             | 26 марта 2004 (21 год)     | Воспитанник клуба        |         |         |
| Нападающие     |                   |                   |                            |                          |         |         |
| 9              | Колби Бишоп       | Англия            | 4 ноября 1996 (28 лет)     | Аккрингтон Стэнли        |         |         |
| 10             | Энтони Скалли     | Ирландия          | 19 апреля 1999 (26 лет)    | Уиган Атлетик            |         |         |
| 11             | Гэвин Уайт        | Северная Ирландия | 31 января 1996 (29 лет)    | Кардифф Сити             |         |         |
| 15             | Кристиан Сэйди    | Англия            | 10 мая 2002 (23 года)      | Борнмут                  |         |         |
| 19             | Кусини Йенги      | Австралия         | 15 января 1999 (26 лет)    | Уэстерн Сидней Уондерерс |         |         |
| 32             | Падди Лейн        | Северная Ирландия | 18 февраля 2001 (24 года)  | Флитвуд Таун             |         |         |
| Главный тренер |                   |                   |                            |                          |         |         |
|                | Джон Мусиньо      | Англия            | 30 апреля 1986 (39 лет)    |                          |         |         |

### Игроки в аренде
| \| № \| \| Поз. \| Имя \| Год рождения \| \| -- \| \| ---- \| --------------------------------------------------------------- \| ------------ \| \| 27 \| \| Нап \| Энтони Скалли (в «Колчестер Юнайтед» до конца сезона 2024/25) \| 1999 \| \| 28 \| \| ПЗ \| Рубен Суон (в «Хавант энд Уотерлувилл» до конца сезона 2024/25) \| 2006 \| \| 33 \| \| Вр \| Тоби Стьюард (в «Тонбридж Эйнджелс» до конца сезона 2024/25) \| 2005 \| |               |      |                                                                 |              |
| № |               | Поз. | Имя                                                             | Год рождения |
| 27 | Флаг Ирландии | Нап  | Энтони Скалли (в «Колчестер Юнайтед» до конца сезона 2024/25)   | 1999         |
| 28 | Флаг Англии   | ПЗ   | Рубен Суон (в «Хавант энд Уотерлувилл» до конца сезона 2024/25) | 2006         |
| 33 | Флаг Англии   | Вр   | Тоби Стьюард (в «Тонбридж Эйнджелс» до конца сезона 2024/25)    | 2005         |

## Форма

### Домашняя
| 2017/18 | 2018/19 | 2019/20 | 2020/21 | 2021/22 | 2022/23 | 2023/24 | 2024/25 |

### Гостевая
| 2018/19 | 2019/20 | 2020/21 | 2021/22 | 2022/23 | 2023/24 | 2024/25 |

### Резервная
| 2018/19 | 2019/20 | 2020/21 | 2021/22 | 2022/23 | 2023/24 | 2024/25 |

Источники:,